# Média v Česku
Média v Česku je souhrn přehled hromadných sdělovacích prostředků (masmédia) působící na území České republiky. Zahrnují fyzická média: periodický tisk (noviny a časopisy) a digitální média: televizní stanice, rozhlas (ten je i ve formě analogového vysílání) či internetové portály zaměřené na zpravodajství a publicistiku.

## Přehled velkých médií

### Komerční
Mezi největší mediální skupiny patří TV Nova s.r.o. (televizní skupina Nova, internetové portály TN.cz, Prásk.tv a další), FTV Prima s.r.o. (televizní skupina Prima a její internetové portály), Empresa Media (týdeníky Týden, Instinkt) aj. Dále to jsou společnosti uveřejňující tiskoviny, zejména MAFRA (do které patří deník MF Dnes a jejich internetové portály iDnes.cz a Lidovky.cz + deník Metro), vydavatelství Economia (Hospodářské noviny, Aktuálně.cz), Czech News Center (Blesk, Aha!, Sport, Reflex) nebo VLTAVA LABE MEDIA (70 regionálních mutací Deníku a jejich internetový portál Deník.cz, Týdeník Květy).

### Veřejnoprávní
Funkci veřejnoprávních médií plní Česká televize, Český rozhlas a tisková agentura Česká tisková kancelář.

## Tiskové agentury
- Česká tisková kancelář (ČTK) – veřejnoprávní zpravodajská agentura, vznikla roku 1992. Multimediální produkce zahrnuje zpravodajství v češtině a angličtině.
- Mediafax – zpravodajská agentura fungující v letech 2008 až 2012, dceřiná společnost provozovatele televize Nova.[1]

## Denní tisk dle serióznosti a nákladu
Periodické tiskoviny můžeme dělit do dvou základních kategorií na bulvární a seriózní, toto dělení však není dostačují a nutné mít větší množství kategorií. Konkrétní dělení do pěti kategorií nabízí profesor mediálních studií Colin Sparks působící na Hong Kong Baptist University.
Seriózní tisk (zaměřuje se na politiku, ekonomiku a strukturální proměny ve světě): Nízká poptávka po seriózním tisku v ČR zabraňuje jeho vzniku. Pokusy některých deníků o seriózní novinařinu se v uplynulých letech dlouhodobě nikdy nevydařily.
Poloseriózní (tisk zvyšující se množství soft news a také větší důraz na vizuální prezentaci sdělení):
- Právo – v současnosti středově, v minulosti levicově orientovaný deník,[4] (dříve měl „blízko k sociální demokracii“).[5] Právně, nikoli však obsahově, navazuje na komunistický deník Rudé Právo.[6] Vychází od pondělí do soboty a v každém vydání nabízí přílohy zdarma. Je vydávaný vydavatelstvím Borgis, jehož většinovým vlastníkem je šéfredaktor Zdeněk Porybný. Je částečně propojen s internetovým serverem Novinky.cz.
- Hospodářské noviny – liberální deník zaměřený na politiku a ekonomiku. Oproti MF DNES nebo LN je jeho čtenost nižší, v posledních letech jeho čtenost ale roste.[7] Přináší pravidelné týdenní i měsíční přílohy. Vznikl po Sametové revoluci, v roce 1990 a je vydáván nakladatelstvím Economia Zdeňka Bakaly. Internetovou variantou je HN.cz. Šéfredaktorem je od roku 2021 Jaroslav Mašek.[8]
- Deník N – nezávislý, liberálně orientovaný deník financovaný akcionáři a z předplatného, vznikl 28. října 2018 podle předlohy slovenského Denníku N. V provozu je digitální verze, podcast a tištěná verze deníku (od začátku roku 2019[9]). Šéfredaktorem je Pavel Tomášek.[10]

Seriózně-populární tisk (důrazem na vizuální stránku a velkou porcí skandálů, sportu a zábavy, který se však stále drží většiny hodnot seriózního tisku):
- MF DNES (Mladá Fronta DNES) – nejprodávanější[11] seriózní deník je zaměřen na aktuální dění v ČR i ve světě, na ekonomiku, kulturu i sport. V každém vydání nabízí různé přílohy zdarma.[12] Navazuje na deník Mladá fronta, vydávaný za socialismu SSM. Od 90. let do roku 2014 byl zaměřen středopravicově. Je vydávaný společností MAFRA svěřeneckých fondů premiéra Andreje Babiše, což opakovaně vzbuzuje dohady o jeho objektivitě. Je úzce propojena se serverem IDNES.cz. Šéfredaktorem deníku je od roku 2014 Jaroslav Plesl.
- Deník – také Regionální deník vychází ve všech okresech a zaměřuje si na místní i celostátní aktuality. Bývá pojmenován podle okresu, kde vychází (např. Svitavský deník, Brněnský deník) ale také podle etnografické umístění okresu (Krkonošský deník, Slovácký deník). Je vydávaný Vltava Labe Media skupiny Penta Investmens.

Bulvární tisk novinového stánku (silná agendou skandálů, sportu a zábavy, jsou v nich ale stále přítomny i prvky seriózního tisku, věnují se politice, alespoň v čase voleb):
- Blesk – nejčtenější český deník se značně bulvárním zaměřením.[13] Jeho vydavatelem je Czech News Center. Vychází také v regionálních mutacích a v různých variacích (nap. Blesk pro ženy). Šéfredaktorem je od roku 2013 Radek Lain, které souběžně vede i deník Aha!

„Supermarketový“ bulvární tisk (skandály, sport a zábava jasně dominují):
- Metro – deník zdarma dostupný na veřejných prostranstvích. Ekonomicko-politicko-aktuální vydávaný společností MAFRA.
- Aha! – druhý nejčtenější bulvární deník. Zaměřuje se aktuální dění ve světě a novinky. Vydává ho Czech News Center. Šéfredaktorem je Radek Lain, který souběžně vede i deník Blesk.

Ostatní typy (specificky zaměřené):
- Sport – deník se sportovním zaměřením, vycházející od roku 1957.[14] Sleduje aktuální sportovní dění v ČR i ve světě. Je vydáván společností Czech News Center. Šéfredaktorem je Lukáš Tomek.

### Náklady periodik
| Čtenost deníků v ČR | Čtenost deníků v ČR | Čtenost deníků v ČR        | Čtenost deníků v ČR |
| Pořadí              | deník               | čtennost (v 1000), 3Q/2018 | Změna (%), 2017     |
| ------------------- | ------------------- | -------------------------- | ------------------- |
| 1                   | Blesk               | 909                        | -5,3                |
| 2                   | MF Dnes             | 540                        | -4,3                |
| 3                   | Deník               | 507                        | -8,0                |
| 4                   | Metro               | 418                        | -14,3               |
| 5                   | Právo               | 240                        | -3,6                |
| 6                   | Sport               | 220                        | -17,9               |
| 7                   | Lidové noviny       | 203                        | -0,5                |
| 8                   | Aha!                | 188                        | -14,5               |
| 9                   | Hospodářské noviny  | 167                        | +7,1                |
| 10                  | E15                 | 74                         | +4,2                |

## Magazíny a jejich náklad

#### Týdeníky[16]
- Respekt – nezávislý týdeník, profiluje se jako liberální a kritické médium.[17] Je považován za prestižní. Byl založen v roce 1989 skupinou samizdatových novinářů. Šéfredaktorem týdeníku je od roku 2009 Erik Tabery.
- Echo – český pravicový a liberálně-konzervativní týdeník, šéfredaktor je Dalibor Balšínek.
- Reflex – je český, pravicově-konzervativně orientovaný, společenský týdeník, vydávaný Czech News Center. Patří k nejčtenějším[18] a věnuje se společenským, politickým, kulturním a publicistickým tématům. Šéfredaktorem je od roku 2023 Martin Bartkovský.
- Téma – společenský týdeník, vydávaný MAFRA ze svěřeneckých fondů Andreje Babiše
- Týdeník Květy – společenský týdeník vycházející od roku 1951, vydávaný Vltava Labe Media
- Ekonom – ekonomický týdeník vydávaný Economia, šéfredaktorem je Petr Kain
- Euro – ekonomicko-politický týdeník, vycházející od roku 1998, majitelem je společnost New Look Media.
- Hrot – ekonomicko-politický týdeník, založený bývalými redaktory týdeníku Euro
- Týdeník Forum – nezávislý, středopravicově orientovaný týdeník, pokrývá politická a společenská témata. Důvodem pro jeho uvedení má být absence kritické žurnalistiky o vládnoucí garnituře, o závažnosti koncentrace moci a o zneužívání veřejných peněz nejvyššími představiteli státu po vstupu Andreje Babiše do médií. Vychází od srpna 2021 a přiléhá k internetovému deníku Forum24.[19]

| Čtennost ekonomicko-společenských týdeníků v ČR | Čtennost ekonomicko-společenských týdeníků v ČR | Čtennost ekonomicko-společenských týdeníků v ČR | Čtennost ekonomicko-společenských týdeníků v ČR |
| pořadí                                          | týdeník                                         | čtennost (v 1000), 3Q/2018                      | Změna (%), 2017                                 |
| ----------------------------------------------- | ----------------------------------------------- | ----------------------------------------------- | ----------------------------------------------- |
| 1                                               | Reflex                                          | 271                                             | +13,4                                           |
| 2                                               | Týdeník Květy                                   | 191                                             | -23,0                                           |
| 3                                               | Téma                                            | 172                                             | +4,9                                            |
| 4                                               | Respekt                                         | 173                                             | +10,9                                           |
| 5                                               | Týden                                           | 120                                             | -8,4                                            |
| 6                                               | Instinkt                                        | 86                                              | +1,2                                            |
| 7                                               | Echo                                            | 64 ▬                                            | 0                                               |
| 8                                               | Ekonom                                          | 59                                              | +7,3                                            |
| 9                                               | Euro                                            | 30                                              | +3,4                                            |

#### Měsíčníky
- Neovlivní.cz – investigativní měsíčník Sabiny Slonkové, vychází od roku 2016.
- Forbes – česká verze celosvětového byznysového magazínu
- Reportér – časopis, který vychází měsíčně od září 2014. Šéfredaktorem je Robert Čásenský, mezi členy redakce patří například investigativní novináři Jaroslav Kmenta, Adéla Dražanová, Tomáš Poláček či Michal Musil, kteří odešli z Mladé fronty DNES poté, co noviny koupil Andrej Babiš.
- Týden – politika, ekonomika a kultura. Dlouhá léta vycházel jako týdeník, v roce 2021 ale změnil svoji periodicitu na měsíční kvůli finančním problémům spojeným s koronavirovou krizí. Časopis je součástí vydavatelství Empresa media Jana Čermáka.

#### Další specializované časopisy
- vědecko-historické a vzdělávací: National Geographic (populárně-naučný), 100+1, 21. století, Epocha, History revue, Příroda, Už víš proč?, Svět na dlani ad.
- pro mládež: ABC, Junior, Časostroj, Mateřídouška, Sluníčko, Čtyřlístek, Jirka (komiks youtubera Jiřího Krále) ad.
- hobby: Dům a Zahrada, Gurmet (o vaření), Kondice, Kreativ, Receptář, Enigma (o záhadách), Lidé a Země (cestování), Myslivost (myslivost), Top Gear (automobilismus), Střelecká revue (zbraně) ad.
- pro ženy: Glanc, Story, Vlasta, Žena a život, Katka, Sedmička, Moje šťastná hvězda, Tina, Můj kousek štěstí, Chvilka pro tebe, Rytmus života, Vlasta ad.

#### Televizní tituly
- TV magazín, TV star, TV mini, TV expres - vydává VLTAVA LABE MEDIA.

## Internetové portály
Přehled internetových médií v Česku vydává Nadační fond nezávislé žurnalistiky. K září 2023 je zatím hotový přehled byznys stránek.
- A2larm.cz – nezávislý liberálně-levicový zpravodajsko-publicistický server, spuštěný v roce 2013. Je redakčně propojen s kulturním čtrnáctideníkem A2. Šéfredaktorem je Jan Bělíček.[22]
- Akademon.cz –  Akademický bulletin, autorem projektu je Ondřej Dvořák. Cílem časopisu je popularizace vědy a její zpřístupnění široké veřejnosti. Předností projektu je tvorba aktualit z primárních zdrojů, kterými jsou recenzované vědecké publikace nebo webové stránky světových univerzit.[23]
- Aktuálně.cz – internetový zpravodajský server, spuštěný v roce 2005,[24] vydavatelem je Economia
- Blesk.cz – internetová verze deníku Blesk, bulvárně-informační server provozovaný Czech News Center.
- CzechCrunch.cz – český online magazín zaměřující se převážně na témata ze světa byznysu, startupů, technologií, cestování a vzdělávání.
- ČT 24 – v roce 2010 byl v čtenářském průzkumu společnosti Mediaresearch hodnocen jako "jeden z nejlepších a nejserióznějších" zpravodajských webů.[25] Je provozován Českou televizí a platí za internetovou verzi zpravodajské stanice ČT24.
- ČTK (potažmo Ceskenoviny.cz) – internetový zpravodajský server národní tiskové agentury ČTK
- Deník Referendum – nezávislý internetový deník s levicovou orientací, založený 2009
- Deník.cz - internetový zpravodajský portál se 70 webovými mutacemi podle okresu, s lokálním i celostátním zpravodajstvím, které vydává společnost VLTAVA LABE MEDIA
- DeníkN – internetová verze nezávislého tištěného deníku[26]
- E15 – politicko – ekonomicko – aktuální zpravodajský server, patří pod vydavatelství Czech News Center podnikatelů Daniela Křetínského, Patrika Tkáče a Romana Korbačky
- Echo 24 – internetová verze nezávislého pravicově a konzervativně orientovaného týdeníku Echo
- EuroZprávy.cz – zpravodajský server mediální skupiny INCORP
- Flowee.cz – český online magazín, který vznikl v březnu 2017. Jeho majitelem je Richard Fuxa, respektive jím řízená billboardová společnost BigBoard Praha. Soustředí se na téma inovace ve oblastech napříč tématy od životního stylu, přes technologie, byznys až k politice. Snaží se oslovit bonitní, vzdělanou a kosmopolitní cílovou skupinu.[27]
- Forum24.cz – známý také jako Svobodné Fórum je nezávislý server, který se prezentuje jako „Internetový deník pro šíření svobodných informací“ si klade za cíl bránit svobodné prostředí v ČR a podporu nezávislé žurnalistiky. Nezřídka[28] se pouští do kritiky vysokých státních činitelů (např. Andreje Babiše nebo Miloše Zemana) a vyznačuje se otevřenou podporou opozičních stran, především ODS, jejíž politici tu publikují texty, zveřejňovány tu jsou také články z think-thanku Pravý břeh předsedy ODS Petra Fialy, nabízí především krátké názorové texty, provozuje ho Free Czech Media[29]
- HlídacíPes.org – nezávislý investigativně – politický server spuštěný 2014
- iDNES.cz – zpravodajský server, patří k nejoblíbenějším[30] obsahově úzce spolupracuje s MF Dnes. Nabízí aktuální informace a večer vlastní zpravodajství vysílané přes internet, patří do vydavatelství MAFRA ze svěřeneckých fondů Andreje Babiše, což opakovaně vzbuzuje dohady o objektivitě.
- hn.cz (dříve ihned.cz) – internetová verze Hospodářských novin, nabízí aktuální dění, vydavatelem je Economia podnikatele Zdeňka Bakaly
- Info.cz – zpravodajský server s konzervativní orientací spuštěný 2016, původně provozovaný Czech News Center, od roku 2020 vystupuje jako nezávislý web, čelil kritice v době, kdy bylo zjištěno, že jeden z redaktorů, Tomáš Jirsa byl zapojen do kauzy s vylepšováním mediálního obrazu Číny, který si objednala firma Home Credit[31]
- IROZHLAS – zpravodajský server Českého rozhlasu
- Lidovky.cz – internetová verze Lidových novin, nabízí aktuální informace, vydavatelem je MAFRA
- Neovlivní.cz – nezávislý investigativní server spuštěný 2015, provozovaný Dead Line Media
- Novinky.cz – český zpravodajský server, prezentovaný především přes český internetový portál Seznam.cz. Je provozován jako online verze deníku Právo, majitelem je většinově šéfredaktor Práva Zdeněk Porybný, menšinově společnost Seznam podnikatele Iva Lukačeviče
- Parlamentní listy.cz – internetový zpravodajský server, jeho objektivita však bývá často zpochybňována[32] (bývá obviňován ze šíření dezinformací). Vydáván mediální skupinou Our Media a.s., patřící podnikateli Ivo Valentovi
- Peak.cz – ekonomický online magazín zaměřený na analýzy, komentáře a rozhovory, spuštěný v lednu 2017, provozovaný společností Peak Media.[33]
- Seznam Zprávy – zpravodajský server českého internetového portálu Seznam.cz, vlastněného společností Seznam.cz podnikatele Iva Lukačeviče. Je zaměřený na politiku, byznys, investigativní žurnalistiku, komentáře a vlastní videotvorbu. Propojen s Televizí Seznam
- Slisty.cz – české studentské médium, nezávislý internetový deník orientovaný na politiku a kulturu, hlouběji se věnuje i tématu školství, funguje od roku 2019
- TN.cz – zpravodajský server televize Nova, který nabízí aktuální dění a je internetovou verzí Televizních novin. Těší se vysoké oblibě[30] a je ve vlastnictví Nova Group.
- Tiscali.cz – internetový portál s aktualitami
- Voxpot.cz – nezávislý kanál, který se zaměřuje na reportáže (audiovizuální i textové) a analýzy o zahraničním dění s přesahem do české debaty[34]
- Z dopravy.cz – server poskytující zprávy z dopravy v Česku i zahraničí

| Čtennost zpravodajských webů v ČR | Čtennost zpravodajských webů v ČR | Čtennost zpravodajských webů v ČR |
| pořadí                            | web                               | Návštěvnost (srpen 2018)          |
| --------------------------------- | --------------------------------- | --------------------------------- |
| 1                                 | Novinky.cz                        | 3 488 341                         |
| 2                                 | iDNES.cz                          | 3 115 819                         |
| 3                                 | Aktuálně.cz                       | 2 450 199                         |
| 4                                 | Blesk.cz                          | 2 297 441                         |
| 5                                 | Deník.cz                          | 2 138 525                         |
| 6                                 | TN.cz                             | 1 861 794                         |
| 7                                 | Seznam Zprávy                     | 1 627 995                         |
| 8                                 | Echo24.cz                         | 1 288 610                         |
| 9                                 | EuroZprávy.cz                     | 1 212 677                         |
| 10                                | Lidovky.cz                        | 1 177 344                         |
| 11                                | FORUM24.cz                        | 1 051 013                         |
| 12                                | Info.cz                           | 904 488                           |
| 13                                | iROZHLAS                          | 850 767                           |
| 14                                | Parlamentní Listy.cz              | 778 826                           |
| 15                                | iHNED.cz                          | 701 035                           |
| 16                                | Tiscali.cz                        | 659 209                           |
| 17                                | ČTK.cz                            | 625 971                           |

## Televize

#### Česká televize
Veřejnoprávní a nekomerční televize, zřízená zákonem. Je označovaná jako seriózní médium, nicméně někdy bývá z řad vysokých státních činitelů kritizována z opačného důvodu. Česká televize dává pouze minimální prostor reklamě a komerci, je financovaná jako státní služba.
- ČT1 – především zábavný, rodinný a informační kanál pro celkové publikum
- ČT2 – dokumentární a doplňkový kanál pro náročné publikum
- ČT24 – zpravodajsko-publicistický kanál
- ČT sport – sportovní kanál
- ČT :D – dětský kanál vysílající od 6 do 20 na frekvencích ČT art
- ČT art – kulturní kanál vysílající od 20 do 6 na frekvencích ČT :D

#### Nova Group
Vlajková loď této komerční skupiny je TV Nova, je to nejsledovanější česká televize. Celkově byla ovšem Nova Group v roce 2022 ve sledovanosti třetí. Dává velký prostor zábavnému programu, ale vysílá také nejsledovanější českou zpravodajskou relaci Televizní noviny. Jejím vlastníkem je společnost Central European Media Enterprises. Společnost spadá pod koncern PPF.
- Nova – hlavní stanice pro široké publikum. Je nejsledovanější v Česku.
- Nova Fun – komediální a doplňkový kanál
- Nova Cinema – filmový a seriálový kanál
- Nova Action – akční kanál zaměřený na mužské publikum
- Nova Gold – kanál se zlatou tvorbou TV Nova
- Nova Sport  – prémiový sportovní kanál
- Nova Sport 2 – prémiový sportovní kanál
- Nova Sport 3 – prémiový sportovní kanál
- Nova Sport 4 – prémiový sportovní kanál
- Nova Sport 5 - prémiový sportovní kanál
- Nova Sport 6 - prémiový sportovní kanál
- Nova International – kanál pro Slovensko
- Nova Lady – kanál zaměřen na ženské publikum

#### FTV Prima
Komerční skupina, vlajková loď TV Prima patří k nejsledovanějším českým televizím. Dává velký prostor zábavnému programu.
- Prima – hlavní stanice pro celkové publikum.
- Prima Cool – kanál zaměřený na mužské publikum [41]
- Prima Love – kanál zaměřený na ženské publikum [42]
- Prima Zoom – dokumentární kanál
- Prima Max – filmový a seriálový kanál
- Prima Krimi – kanál s kriminálními filmy a seriály
- Prima Plus – kanál pro Slovensko
- CNN Prima News – zpravodajsko-publistický, obsahuje i bulvární zprávy, dále zprávy CNN v češtině
- Prima Star – kanál se zlatou tvorbou TV Prima
- Prima Show – kanál zaměřený na reality show

#### Barrandov
Televizní skupina patřící pod Empresa Media Jana Čermáka.
- TV Barrandov – hlavní stanice pro celkové publikum
- Barrandov Kino – filmový kanál
- Barrandov Krimi – kanál s kriminálními filmy a seriály

#### Další televize
- Óčko – hudební televize, další kanály Očko gold, Očko Black, Očko Expres
- Televize Relax – Ostravská televizní stanice Radima Pařízka vysílající vlastní pořady a telenovely
- NOE – křesťanská nezávislá „televize dobrých zpráv“[43]
- Televize Seznam – zpravodajsko-publicistická televize věnující se rovněž dokumentárním a zábavným pořadům

| Sledovanost televizních stanic v ČR | Sledovanost televizních stanic v ČR | Sledovanost televizních stanic v ČR |
| pořadí                              | televize                            | sledovanost (%), prosinec 2018      |
| ----------------------------------- | ----------------------------------- | ----------------------------------- |
| 1                                   | ČT1                                 | 21,21                               |
| 2                                   | Nova                                | 19,35                               |
| 3                                   | Prima                               | 11,48                               |
| 4                                   | ČT2                                 | 4,66                                |
| 5                                   | Nova Cinema                         | 4,10                                |
| 6                                   | TV Barrandov                        | 4,07                                |
| 7                                   | ČT24                                | 3,43                                |
| 8                                   | ČT sport                            | 2,74                                |
| 9                                   | Prima Cool                          | 2,62                                |
| 10                                  | Prima Max                           | 2,30                                |
| 11                                  | Nova Action                         | 1,93                                |
| 12                                  | Prima Zoom                          | 1,76                                |
| 13                                  | Prima Love                          | 1,71                                |
| 14                                  | Prima Krimi                         | 1,68                                |
| 15                                  | ČT :D                               | 1,55                                |
| 16                                  | KINO Barrandov                      | 1,21                                |
| 17                                  | Nova Gold                           | 1,05                                |

## Rozhlasové stanice

### Český rozhlas[45]
Veřejnoprávní a nekomerční rozhlasová skupina stanic. Spolupracuje s ČT.[zdroj?]

#### Celoplošné
- Radiožurnál – zpravodajsko-publicistický kanál
- Dvojka – rodinný kanál
- Vltava – klasická hudba a rozhlasové hry
- Plus – zpravodajsko-publicistický kanál, na rozdíl od Radiožurnálu relace nejsou přerušovány hudbou a věnuje se i dokumentární tvorbě

#### Internetové
- Radio Junior – dětské rádio
- Radio Junior Písničky – dětské písničky
- Radio Wave – stanice pro mladé
- D-dur – stanice klasické hudby
- Jazz – jazzové radio
- Retro – příležitostné vysílání při významných událostech
- Radio Praha – vysílání do zahraničí

#### Regionální
- Brno – Jihomoravský kraj
- České Budějovice – Jihočeský kraj
- Hradec Králové – Královéhradecký kraj
- Karlovy Vary – Karlovarský kraj
- Liberec – Liberecký kraj
- Olomouc – Olomoucký kraj
- Ostrava – Moravskoslezský kraj
- Pardubice – Pardubický kraj
- Plzeň – Plzeňský kraj
- Rádio Praha – Praha
- Sever – Ústecký kraj
- Střední Čechy – Středočeský kraj
- Vysočina – kraj Vysočina
- Zlín – Zlínský kraj

### Komerční a soukromá rádia

#### Czech Media Invest
- Evropa 2 – rozhlasová stanice se současnými hity, oblíbená u mladé populace
- Frekvence 1 – radio se zábavným programem a hity

#### Radio United Group
- Kiss – radio se zábavným programem a současnými hity
- Country rádio – radio vysílající Country a Folk
- Radio Beat – radio vysílající Rock
- Signál radio – rádio se zaměřením na písně 60. – 80. let vysílající na Mladoboleslavsku

#### Media Bohemia
- Rádio Blaník - především Čechy, rodinné radio
- Fajn rádio - především Čechy, současné hity
- Rock rádio - především Čechy, rocková hudba

#### Ostatní celoplošné stanice
- Impuls – nejposlouchanější české radio, vysílá zábavný program a současné hity. Vlastníkem stanice je společnost LONDA spol. s.r.o., která do roku 2023 spadala pod holding Agrofert, a.s. ze svěřenského fondu Andreje Babiše.
- Radio Proglas – křesťanské soukromé rádio

#### Regionální rádia
- Expres FM - zábavní a zpravodajsko-publicistické rádio, vysílá v Praze a okolí
- Classic Praha - klasická hudba, vysílá v Praze a okolí. Od roku 2019 patří Expres FM a Classic Praha do skupiny Seznam.cz.
- Hitrádio – síť regionálních rozhlasových stanic pod značkou Hitradio, patří do skupiny Media Bohemia
- Rádio Čas – regionální stanice vysílající současné zahraniční i tuzemské hity
- Rádio Krokodýl – brněnská rozhlasová stanice vysílající na Moravě
- Rádio Jihlava – rádio s centrem v Jihlavě, vysílá současné i starší hity

| Poslechovost rozhlasových stanic v ČR | Poslechovost rozhlasových stanic v ČR | Poslechovost rozhlasových stanic v ČR | Poslechovost rozhlasových stanic v ČR |
| pořadí                                | rádio                                 | denní poslechovost (v 1000), 2018     | změna (%), 2017                       |
| ------------------------------------- | ------------------------------------- | ------------------------------------- | ------------------------------------- |
| 1                                     | Impuls                                | 1 040                                 | +4,7                                  |
| 2                                     | ČRo Radiožurnál                       | 908                                   | +12,4                                 |
| 3                                     | Evropa 2                              | 886                                   | +5,4                                  |
| 4                                     | Frekvence 1                           | 795                                   | -2,3                                  |
| 5                                     | Blaník                                | 575                                   | +1,1                                  |
| 6                                     | Hitrádio                              | 565                                   | -4,9                                  |
| 7                                     | ČRo Dvojka                            | 301                                   | -15,0                                 |
| 8                                     | Kiss                                  | 300                                   | -10,5                                 |
| 9                                     | Radio BEAT                            | 273                                   | +7,1                                  |
| 10                                    | Country Rádio                         | 210                                   | -5,8                                  |
| 11                                    | Fajn rádio                            | 155                                   | -1,9                                  |
| 12                                    | Rádio ČAS                             | 127                                   | -11,2                                 |
| 13                                    | ČRo Brno                              | 115                                   | -5,7                                  |
| 14                                    | Rock Radio                            | 113                                   | -0,9                                  |